# Der Zürich-Krimi: Borchert und der Mord ohne Sühne
Borchert und der Mord ohne Sühne ist ein Fernsehfilm aus der Kriminalfilmreihe Der Zürich-Krimi aus dem Jahr 2023. Er wurde im Auftrag von ARD Degeto für das Fernsehprogramm Das Erste produziert. Die Erstausstrahlung der 18. Folge der Filmreihe fand am 26. Oktober 2023 statt.

## Handlung
Thomas Borchert, der Anwalt ohne Lizenz, und seine Mitarbeiterin Dominique Kuster übernehmen das Mandat für Hans Siegenthaler, dessen Tochter vor Jahren erstochen wurde. Er ist sich sicher, dass die erfolgreiche Unternehmerin Bernadette Schanz seine Tochter umgebracht hat. Neue Erkenntnisse zu den damaligen Spuren lassen an diesem Tatbestand auch keinerlei Zweifel übrig, doch wegen des Grundsatzes Ne bis in idem kann Schanz, die bereits freigesprochen wurde, trotz der neuen Beweise nicht erneut angeklagt werden. Borchert lässt nicht locker und gräbt tiefer in die Vergangenheit der Unternehmerfamilie Schanz, um sie doch noch zur Rechenschaft ziehen zu können.

## Hintergrund
Die Dreharbeiten zu Borchert und der Mord ohne Sühne fanden im Zeitraum vom 18. Oktober 2022 bis zum 23. Dezember 2022 in Zürich und Prag sowie näherer und weiterer Umgebung statt.

## Einschaltquoten
Bei der Erstausstrahlung von Borchert und der Mord ohne Sühne am 26. Oktober 2023 verfolgten in Deutschland insgesamt 6,45 Millionen Zuschauer die Filmhandlung, was einem Marktanteil von 25,4 Prozent für Das Erste entsprach. In der als Hauptzielgruppe für Fernsehwerbung deklarierten Altersgruppe von 14–49 Jahren erreichte Borchert und der Mord ohne Sühne laut AGF Videoforschung einen Marktanteil von 7,9 Prozent in dieser Altersgruppe.